# Virgilio Marchi
Virgilio Marchi (Livorno, 21 januari 1895 – Rome, 30 april 1960) was een Italiaans architect en decorontwerper.

## Levensloop
Hij doorliep tot 1909 de technische school in Livorno. Van 1909 tot 1910 bezocht hij de kunstacademie van Livorno, gevolgd door de kunstacademie van Siena, waar hij les kreeg van de architect Vittorio Mariani en de schilder Arturo Viligiardi. Zijn goede schoolprestaties leverden hem in 1912 de Biringucci-prijs op en in 1913 behaalde hij een studiebeurs. Al in 1913 had hij zijn eerste solotentoonstelling in Livorno. In 1914 won hij nog de Philipson-prijs en kreeg hij de bevoegdheid om tekenles te geven. De ontwerpen uit zijn studietijd laten een lichte voorliefde voor het modernisme zien.
In 1915 werd Marchi gemobiliseerd en diende hij in het 1e regiment grenadiers. In 1915 werd hij overgeplaatst naar Rome. Hier bezocht hij vanaf 1916 regelmatig het atelier van Giacomo Balla en raakte hij in de ban van het futurisme. Vervolgens ontwikkelde Marchi een brede, maar ook eigen variant op het futurisme, die door latere critici zoals Theo van Doesburg als "lyrisch" en "expressionistisch" omschreven wordt. Maar hij had ook kritiek op de beweging. Tijdens een congres in 1918 verweet hij Antonio Sant'Elia te veel op Amerikaanse architectuur te leunen, terwijl hij juist zijn waardering uitsprak voor het werk van Ottorino Aloisio en Adalberto Libera en de chromatische experimenten van Piero Bottoni.
Nadat hij benoemd werd tot officier, kreeg hij in 1918 een baan als docent aan de Scuola Bombardieri in Sassuolo. In Sassuolo raakte hij bevriend met medesoldaat en kunstenaar Francesco Flora. In juni 1918 organiseerden ze samen een tentoonstelling in het schoolgebouw. Deze tentoonstelling werd bezocht door Filippo Marinetti, de oprichter en voorman van het futurisme. Bij de sluiting van de tentoonstelling, op 30 juni, hield Marchi nog een lezing over het thema "De kunst is een vibratie".
In 1919 keerde hij terug naar Livorno. Van 1919 tot 1921 schreef hij zijn eerste artikelen over architectuur voor tijdschriften als Dinamo, La testa di ferro en Roma futurista. In het laatste tijdschrift publiceerde hij op 22 februari 1920 het Manifesto dell'architettura futurista. Dinamica, stato d'animo, drammatica. In 1919 nam hij als enige architect deel aan de Esposizione nazionale futurista in Milaan, Genua en Florence met tekeningen van een futuristische stad. In 1919 ook werd naar zijn ontwerp een doopvont geplaatst in de Sint-Petrus en Pauluskerk in Livorno.
In 1920 werd hij tekenleraar aan de technische school in Massa Marittima en op 1 juli 1920 ontving hij het diploma hoogleraar bouwkundig tekenen aan de Scuola Superiore di Architettura in Siena. Eveneens in 1920 organiseerde de krant de Corriere di Livorno een tentoonstelling met werk van Marchi, waaronder twee projecten voor volkshuisvesting in Livorno. In 1921 keerde hij terug naar Rome, waar hij in opdracht van Anton Giulio Bragaglia de bouw leidde van de Casa d'Arte Bragaglia aan de Via Condotto. In 1921 nam hij deel aan de Esposizione d'arte futurista in Ravenna met enkele studies voor een wereldstad. In 1922 was hij in Turijn voor de Esposizione futurista internazionale in de Winter Club. In 1922 had hij een tentoonstelling in de Casa d'Arte Bragaglia getiteld Marchi architetto futurista. Deze tentoonstelling, ingewijd door Marinetti, was zijn grootste solotentoonstelling tot dan toe. In juli 1922 nam hij deel aan een congres in Capri over het landschap. Ook in 1922 ontwierp hij een villa voor Marinetti op het eiland Capri.

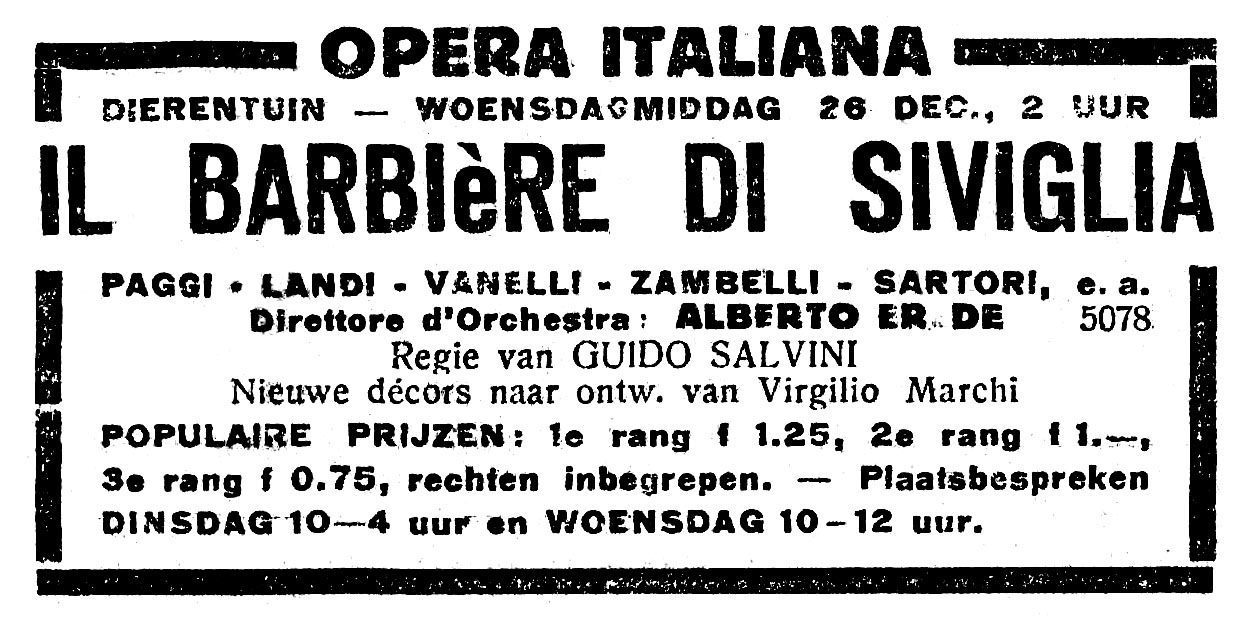
Advertentie voor de opera Il barbiere di Siviglia in de Haagse Dierentuin met "nieuwe décors naar ontwerp van Virgilio Marchi". Afkomstig uit De Avondpost, 24 december 1934.

In de jaren '20 werkte hij meer en meer voor de theater- en operawereld, met name op het gebied van decor- en kostuumontwerp. In 1923 ontwierp hij de decors van het Teatro degli Indipendenti (het Theater van de Onafhankelijken). In 1924 nam hij als decorontwerper deel aan tentoonstellingen in Wenen en Milaan. Dat jaar verscheen zijn boek Architettura futurista. In 1924 begon een intensieve samenwerking tussen Marchi en Luigi Pirandello, directeur van het Teatro d'arte di Roma. Zo ontwiepen ze samen het interieur van het Teatro Odescalchi in het Palazzo Chigi-Odescalchi. Voor het Teatro Odescalchi ontwierp hij in 1925 – ter gelegenheid van de opening – in samenwerking met Cipriano Efisio Oppo de decors van de Signore della nave van Pirandello en die van de Dei della montagna van Lord Dunsany, alsook die van Nostra dea van Massimo Bontempelli. Later ontwierp hij voor het Teatro Argentina in Rome de decors van het stuk Hendrik IV van Shakespeare. Daarna keerde hij weer terug bij het Teatro d'arte en was hij verantwoordelijk voor de decors van Belinda e il mostro van Bruno Cicognani, L'amice delle mogli van Pirandello en La croce del Sud van Telesio Interlandi en Corrado Pavolini.
In 1926 ontwierp Marchi een verbouwingsplan voor het gemeentelijk theater San Marco in Livorno en leidde hij de verbouwing van het 19e-eeuwse Teatro del Popolo in Castelfiorentino. In mei 1928 nam hij deel aan de 94e tentoonstelling van de Società degli amatori e cultori di belle arti in het Palazzo delle Esposizioni in Rome. Hij slaagde erin voor het eerst in de geschiedenis een afdeling in te richten met decorontwerpen en kreeg daarbij bijval van Marinetti. In 1929 nam hij deel aan de eerste futuristische architectuurtentoonstelling in Turijn georganiseerd door Marinetti en Fillìa. In 1930 verzorgde hij de decors voor het theatergezelschap van Lamberto Picasso. In 1931 ontwierp hij voor de stad Siena een theatergebouw ter vervanging van het Teatro dei Rinnovati. Dit plan werd door het stadsbestuur echter te duur bevonden. Van 1931 tot 1940 was hij directeur van de kunstacademie van Siena. In 1931 verscheen zijn tweede boek, Italia nuova architettura nuova (een nieuw Italië, een nieuwe architectuur), waarin hij enige afstand neemt van het futurisme. In 1933 ontwierp hij de laboratoria en woningen voor de Segni buskruitfabriek. In Rome ontwierp hij verbouwingsplannen voor het Teatro Argentina en het Istituto del teatro drammatico nazionale.

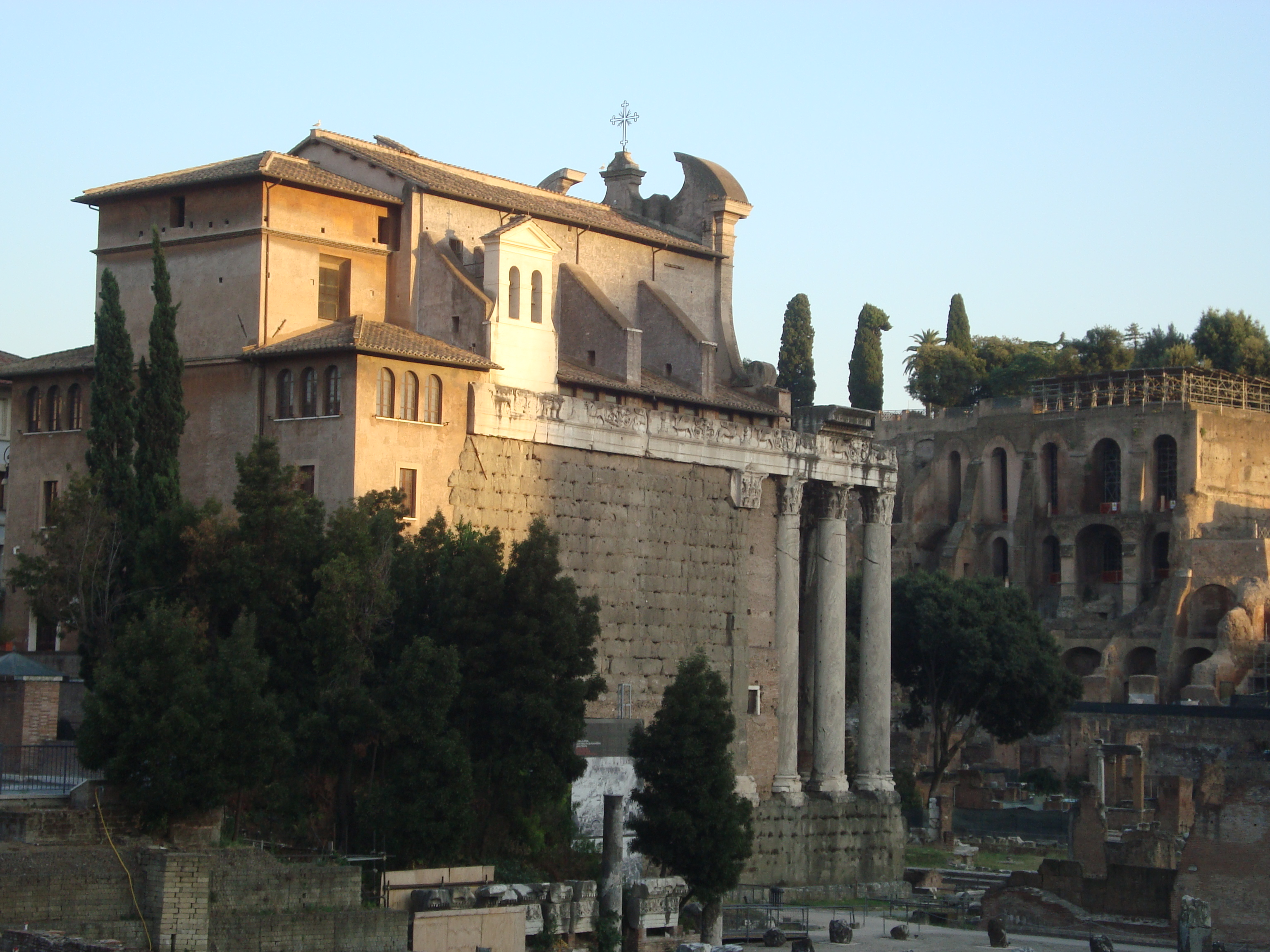
Apsis van de San Lorenzo in Miranda. 1942.

Vanaf 1935 was Marchi ook actief als ontwerper van filmdecors. In totaal ontwierp hij de decors van zo'n 60 speelfilms. De eerste in deze rij was Milizia territoriale van Mario Bonnard. Overige films zijn onder meer Un'avventura di Salvator Rosa, La corona di ferro en La cena delle beffe van Alessandro Blasetti, Don Camillo van Julien Duvivier, Francesco giullare di Dio van Roberto Rossellini en Umberto D. en Stazione Termini van Vittorio De Sica. Van 1934 tot 1943 en van 1949 tot 1960 was hij hoogleraar scenografie en kostuumgeschiedenis aan de Academia d'arte drammatica in Rome. In de tweede helft van de jaren '30 ontwierp hij weer tal van theater- en operadecors, waaronder die van de voorstellingen Valoria van Bontempelli, Belfagor van Ercole Luigi Morselli, Questa sera si recita a soggetto van Pirandello en L'Olimpiade van Antonio Vivaldi. In 1942 ontwierp hij de verbouwing van het Teatro Goldoni in Livorno en de apsis van de San Lorenzo in Miranda in Rome. In 1943 vond naar ontwerp van Marchi de reconstructie plaats van het Teatro Politeama in Livorno.

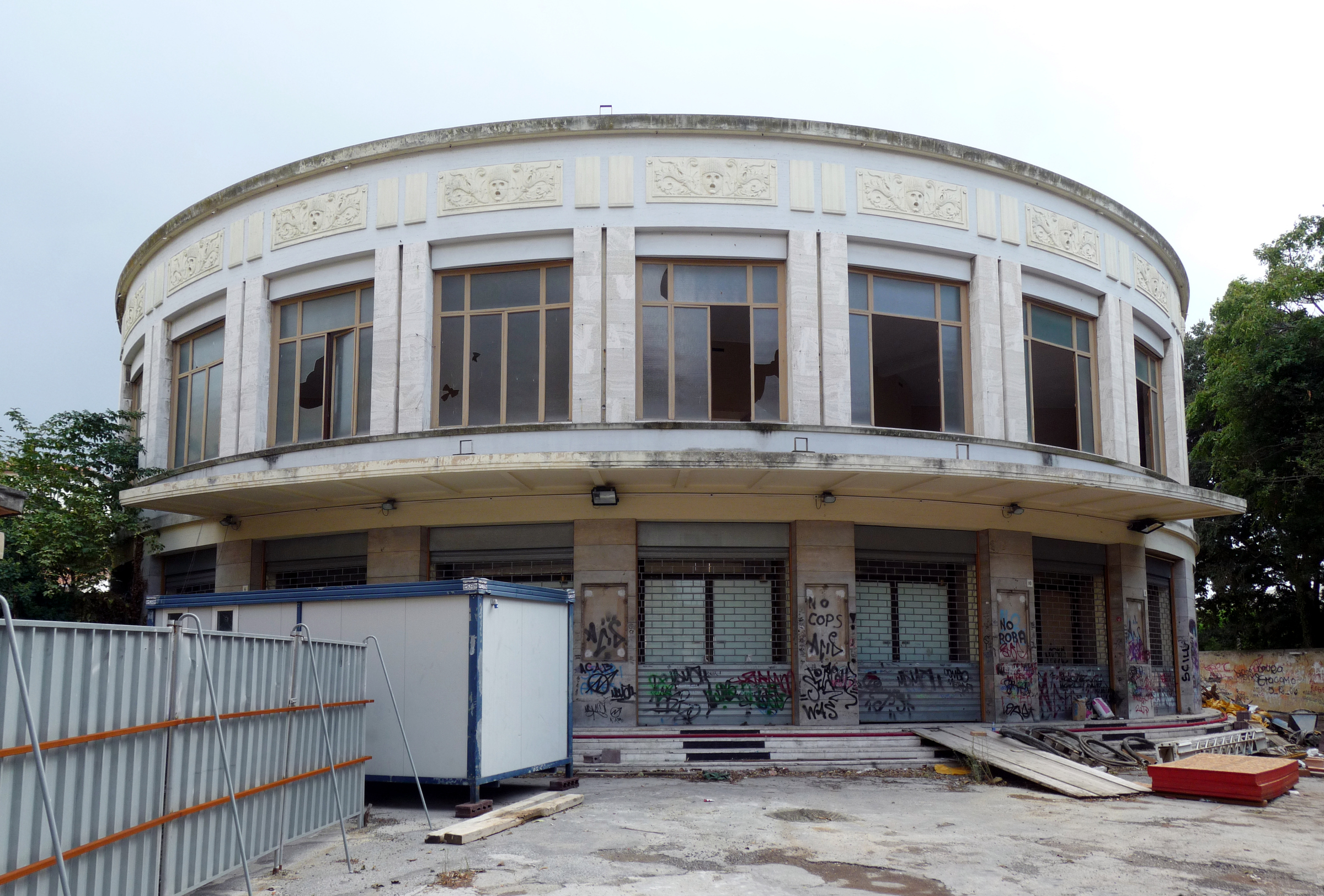
Cinema Odeon, Livorno. 1946-1952.

Van 1944 tot 1946 was hij docent aan de kunstacademie van Venetië. In die periode droeg hij bij aan de verbouwing van de Cines filmstudio's en de herinrichting van het pretpark in het Lido. Van 1946 tot 1952 werd in Livorno naar zijn ontwerp de bioscoop Odeon gebouwd. Met 2500 zitplaatsen was het de grootste bioscoop in Italië op dat moment. Dit gebouw wordt gezien als één van Marchi's beste werken. Om de stroom van bezoekers in goede banen te leiden plaatste hij voor de rechthoekige filmzaal een ronde foyer die verdeeld is over twee verdiepingen met in het midden een grote, marmeren trap. Op de begane grond bevinden zich elf ingangen. Vanaf 1951 was hij hoogleraar scenografie aan het Centro sperimentale di cinematografia in Rome. Eén van zijn laatste projecten was de herinrichting van de zaal van het Cometa-theater (1958) in samenwerking met Tomaso Buzzi. Voor dit theater ontwiep hij ook de decors van de toneelstukken Amedée en La leçon van Eugène Ionesco.